# Varkaus
Varkaus é um município da Finlândia, na província de Savônia do Norte, com cerca de 25.000 habitantes. Localiza-se na plataforma lacustre finlandesa. Possui estaleiros navais, indústrias madeireiras, de celulose e de construção de maquinaria.